# موكجويتسي ماسيسي
موكجويتسي ماسيسي (مواليد 21 يوليو 1962) هو الرئيس الخامس والحالي لـجمهورية بوتسوانا، يشغل منصبه منذ 1 أبريل 2018.